# 19 Cygni
19 Cygni, eller V1509 Cygni är en långsam irreguljär variabel av LB-typ i stjärnbilden Svanen. 
Stjärnan varierar mellan  magnitud +5,08 och 5, 4 utan någon påvisad periodicitet.